# Sven Nilsson (historiker)
Sven Augustinus Nilsson, född den 9 november 1914 i Halmstad, Hallands län, död den 23 november 1997 i Uppsala domkyrkoförsamling, Uppsala, var en svensk historiker och professor.

## Biografi
Nilsson var son till en läroverksadjunkt och studerade vid Lunds universitet, där han blev fil. mag. 1938 och fil. lic. 1943. Han var därefter anställd vid Krigsarkivet 1941-46, för att 1947 disputera för filosofie doktorsgrad och tillträda en docentur i Lund. Han var professor vid Uppsala universitet 1955-80.
Vid sidan av sin akademiska karriär var Nilsson ledamot i 1958 års militärhistoriska utredning och 1963 års forskarutredning. Han var också medlem i delegationen för militärhistorisk forskning 1962-81 och medlem i Humanistiska forskningsrådet 1966-72.  
Nilsson har i sin forskning framför allt behandlat kampen mellan kungamakt och adel i Sverige under 1500- och 1600-talen samt stormaktstidens krigspolitik och krigsfinansiering.